# SimAgri
 (juin 2013).
SimAgri est un jeu en ligne français de gestion d'une exploitation agricole. Il permet à n'importe quel internaute de créer et gérer sa ferme virtuelle. Massivement multijoueur, il laisse une liberté totale au joueur qui peut ainsi développer sa partie comme il le souhaite.

## Le jeu
Le jeu a été créé en 2005 par deux frères Christophe et Baptiste Lemaire. Il s'inspire d'un jeu de société créé également par les deux frères.
C'est un jeu réaliste qui permet de découvrir les métiers de l'agriculture à travers une simulation complète.
Le joueur peut décider d'installer sa ferme dans une région en France (France1, France2, France3), Belgique (Belgique1), Suisse (Suisse1), États-Unis (États-Unis1) ou Canada (Canada1).
La plupart des activités liées au monde agricole peuvent être réalisées

## L'élevage
Le joueur peut y élever plusieurs espèces animales, et choisir parmi les nombreuses races proposées : 
- bovin : prim'holstein, salers, blonde d'Aquitaine[2]...
- ovin : manech noire, lacaune lait, Île-de-France[3]...
- caprin : alpine, saanen, angora[4]...
- volaille : coucou des flandres, meusienne, gauloise[5]...
- lapin : angora, lièvre, alaska[6]...
- porcin : large white, landrace, duroc[7]...
- canard : barbarie, duclair[8]...
- oie : grise des landes, blanche du poitou[9]...
- daim : européen
- bison : d'Amérique
- équin : chevaux de selle (pur sang arabe, trotteur français, quarter horse...), chevaux de trait (breton, percheron, comtois...), poneys (pottok, merens, fjord...)[10]

La force de SimAgri est de proposer un système de jeu ou les joueurs peuvent s'entraider. Il est ainsi possible d'acheter/vendre des animaux à d'autres joueurs. 

## Les cultures
Le joueur peut aussi faire des cultures :
- traditionnelles : blé, triticale, maïs ensilé, maïs grain, colza, tournesol, haricot vert, avoine...
- maraîchères : tomate, radis, fraise...
- arboricoles : pêcher, pommier, poirier, groseillier, framboisier...

Les cultures peuvent être conduites en mode conventionnel ou biologique. Le joueur peut acheter ou louer ses parcelles, les travailler lui-même ou faire appel à un autre joueur pour s'en occuper (Entreprise de Travaux Agricoles). Là aussi les interactions entre joueurs sont omniprésentes. 
Le challenge pour le joueur, est de gérer au mieux ses cultures en tenant comptes des aléas climatiques, ainsi que les maladies qui peuvent survenir et compromettre la récolte.

## Les bâtiments et accessoires
Ils sont nombreux et permettent au joueur de développer sa ferme virtuelle. Il existe plusieurs familles :
- Élevage : porcherie, bergerie...
- Stockage : hangar, silo...
- Production : salle de traite

## Les matériels agricoles
SimAgri propose un catalogue de plusieurs centaines de matériels agricoles, en accord avec les constructeurs. Tous ces matériels sont regroupés par famille :
- Tracteur
- Outil du sol non animé : charrue, rouleau...
- Outil du sol animé : broyeur...
- Épandage : tonne à lisier...
- Semoir : semoir monograine...
- Pulvérisateur
- Récolte : moissonneuse batteuse, ensileuse...
- Fenaison : faucheuse...
- Transport/chargement : benne...
- Irrigation : enrouleur...
- Élevage : bétaillère, pailleuse...

Le joueur doit acheter et entretenir son matériel. Chaque matériel agricole dispose de ses propres caractéristiques, c’est au joueur de faire les bons choix lors de l'achat, acheter ni trop grand, ni trop petit, mais en fonction de ses besoins.

## Les activités annexes
- entreprise de travaux forestiers,
- centre d'insémination artificielle,
- concessionnaire de matériel agricole et routier,
- transporteur routier (poids lourds),
- entreprise de travaux agricole,
- domaine viticole...
- coopératives agricoles (achats/ventes de cultures, semences, accessoires pour animaux; production de bio-carburant...)
- Le CESA (Conseil Economique de SimAgri), élu par les joueurs, peut prélevé taxe fonciere et cotisation professionnel pour financer divers activités.

## Autres